# Троицкий, Виктор Леонтьевич
Виктор Леонтьевич Троицкий (19 мая 1897, Вильна Виленская губерния Российская империя — 18 декабря 1962, Москва СССР) — советский микробиолог, академик АМН СССР (1960-62).

## Биография
Родился Виктор Троицкий 19 мая 1897 года в Вильне в семье мелкого торгового служащего. Вскоре переехал в Петербург и поступил в ПетрГУ, В 1917 году был переведён в Женский медицинский институт, а в 1918 году переехал в Москву и поступил на медицинский факультет 2-го МГУ, который он окончил в 1922 году. С этого момента жизнь Виктора Леонтьевича была связана с Москвой. Будучи выпускником 2-го МГУ, Виктор Леонтьевич устроился на работу в Институт эпидемиологии и микробиологии, где проработал 41 год фактически до смерти. Виктор Леонтьевич жил в Москве по двум адресам — Погодинская улица, 10  и Живописная улица, 52, работал по адресу Щукинская улица, 33.
Скончался Виктор Троицкий 18 декабря 1962 года в Москве. Похоронен на Головинском кладбище.

## Научные работы
Основные научные работы посвящены различным областям микробиологии, иммунологии и радиобиологии.
- Занимался вопросами иммунологии и предохранительной вакцинации против кишечных инфекций.
- Изучал закономерности и механизм образования лекарственноустойчивых форм бактерий.
- Провёл сравнительные исследования типов менингококков.
- Разработал комбинированный метод химиоиммунотерапии дизентерии.
- Разработал пути химиотерапии инфекционных осложнений лучевой болезни.
- Создал школу советских микробиологов.

Основные публикации
- Микробиология, иммунология и эпидемиология менингококковых инфекций, М.— Л., 1941;
- О путях развития советской иммунологии // Журнал микробиологии, эпидемиологии и иммунологии, 1950, № 10;
- Пути использования ионизирующей радиации в производстве бактерийных препаратов // Медицинская радиология, 1957, т. 2, № 5;
- Троицкий В. Л., Туманян М. А. Влияние ионизирующих излечений на иммунитет, М., 1958
  - Троицкий В. Л., Туманян М. А. Влияние ионизирующих излучений на иммунитет.— М.: Медгиз, 1968.— 199 с.
- Исследования о влиянии ионизирующих излучений на естественный иммунитет // Журнал микробиологии, эпидемиологии и иммунологии, 1958, № 6, с. 3, 1958 (совм. с др.);
- Радиационная иммунология, М., 1965 (совм. с др.).